# І будуть люди
«І бу́дуть лю́ди» — роман українського письменника Анатолія Дімарова, опублікований вперше трьома томами у видавництві «Радянський письменник»: перший том у 1964 році, другий у 1966 році, третій у 1968 році. Під однією обкладинкою в оригіналі роман вперше вийшов 1977 року у видавництві «Дніпро».
Дімаров зміг видати повну версію роману у його первісному вигляді, без цензурних редагувань тексту радянською цензурою та з розділами вилученими цензурою під час першодруку роману у 1964–1968 роках (близько третини роману) — лише у 2006 році у київському видавництві «Фенікс».

## Синопсис
«І будуть люди» — роман-епопея про українців Полтавщини в перше десятиліття після програшу УНР у радянсько-українській війні 1917-1921 рр.. Назва роману походить з останнього рядка вірша Тараса Шевченка «І Архімед, і Галлілей»: «а буде син, і буде мати, // і будуть люде на землі»

## Історія видання
Роман зазнав значної цензури: з нього та з роману «Біль і гнів» вилучили сукупно близько 400 сторінок. За словами Дімарова, він планував «І будуть люди» як велику епопею про українське село з кінця 1880 року до смерті Сталіна, наважився згадати про голод, колективізацію, і його «різали, кров цідили».
|                                     | Я задумав цикл романів, починаючи з революції і аж до 60-го року, але нічого в мене не вийшло: про голод не можна було писать, про репресії не можна |
| — інтерв'ю газеті «Кур'єр Кривбасу» | |

Відхилену цензурою кінцівку роману «І будуть люди» Дімаров переробив у повість «Тридцяті», яка вийшла друком у журналі «Прапор» у 1988 році, та згодом увійшла до збірки «В тіні Сталіна» (Київ, 1990).
У 1990-их роках, готуючи до друку ювілейне видання своїх творів, присвячене його 70-річчю, Дімаров упродовж двох років відновлював викраяний цензорами матеріал. тоді у 1990-их видавництво Дніпро планувало видати виправлені версії обох романів «І будуть люди» та «Біль і гнів», і їх уже навіть підписали до друку, але так і не видали. По одному набраному примірнику кожного твору на прохання Дімарова віддали йому, щоб їх зрештою «не здали на макулатуру».
Лише у 2004 році Дімаров зумів перевидати роман «Біль і гнів» у первісному вигляді у київському видавництві «Україна», а у 2006 році у первісному варіанті було перевидано роман «І будуть люди» у київському видавництві «Фенікс». Це перше повне видання для обох романів, де повернуто розділи викреслені російсько-радянськими цензорами.
У грудні 2020 року Олександр Красовицький повідомив, що видавництво «Фоліо» придбало права на видання повної версії роману. Книга вийшла друком у березні 2021 року.

## Видання

Палітурка першого повного (нецензурованого) видання, 2006

- І будуть люди: Роман у 3 кн.: Кн. 1. Київ: Радянський письменник. 1964. 313 стор.
- І будуть люди: Роман у 3 кн.: Кн. 2. Київ: Радянський письменник. 1966. 278 стор.
- І будуть люди: Роман у 3 кн.: Кн. 3. Київ: Радянський письменник. 1968. 176 стор.
- І будуть люди: Роман у 3 кн.: Кн. 1-3. Київ: Дніпро, 1977. 648 стор.
- І будуть люди: Роман у 3 кн.: Кн. 1-3. Передмова: Григір Штонь. Київ: Фенікс. 2006. 760 стор. ISBN ? (серія «Письменники Придніпров'я») (прим.: без радянської цензури)[12]
- І будуть люди: Роман у 3 кн.: Кн. 1-3. Післямова: Анатолій Дімаров. Харків: Фоліо. 2021. 976 стор. ISBN 978-966-03-9593-0 (серія «Великий роман») (прим.: без радянської цензури)[11]

## Переклади
У 1970 та 1988 роках московське видавництво «Советский писатель» видавало роман в авторизованому російському перекладі зробленому Алєксандрою Чесноковою та Константіном Трофімовим.
- Анатолий Димаров. И будут люди. Авторизованный перевод с украинского: Александра Чеснокова, Константин Трофимов. Москва: Советский писатель. 1970. 632 стр.
- Анатолий Димаров. И будут люди. Авторизованный перевод с украинского: Александра Чеснокова, Константин Трофимов. Москва: Советский писатель. 1988. 608 стр. ISBN 5265001700

## Відгуки літкритиків
Коли був готовий рукопис роману «І будуть люди» на початку 1960-х українська літкритика доволі холодно відреагувала на нього. Дімаров згодом згадував, що його почали цькувати у 1960-ті роки, після розгромної рецензії професора Інституту історії партії Г. Мультих на рукопис роману «І будуть люди на землі», в якій цей професор «прямо назвав [Дімарова] антирадянщиком, ненависником» та заявив, що «не було голоду, не було примусової колективізації».
Уже після опублікування всіх трьох книжок роману «І будуть люди» у 1964—1968 роках, він був практично повністю проігнорований українською літкритикою того часу: усі три книги роману практично не мали рецензій, а в «Історії української літератури» у восьми томах роман згадується лише побіжно.
Нечисленні рецензії періоду коли роман вперше було надруковано включають статті «Пролог» Анатоля Костенка «Пам'ять щедра і невичерпна» Дмитра Гринька та В епічних вимірах Івана Зуба, які з'явилася, відповідно, 1967, 1969 та 1974 року у журналі «Вітчизна», статтю «Перепуття долі народної» Віктора Грабовського у журналі «Друг читача», що з'явилася 1981 року. розділ присвячений «І будуть люди» у книзі Віталія Дончика 1987 року Український радянський роман: Рух ідей і форм та статтю «За суворими мірками воєнного часу: Погляд на творчість А. Дімарова» Кіри Ломазової у журналі «Київ», що з'явилася 1985 року.
Відразу після виходу роману у 1960-х літкритики доволі прохолодно відгукнулися про роман. Так Дмитро Гринько загалом негативно оцінює роман і описує його як повен «набридливих вже стереотипних образів». Також упереджено й у дусі соцреалізму аналізує роман і Анатоль Костенко, оперуючи такими докорами, як «композиційна недосконалість», «тривкі відступи», «розгорнута характеристика героїв», «захоплення побічними сюжетними лініями або вставними епізодами, що не мають прямого стосунку до сюжету», «у комедійних епізодах авторові зраджує художній смак» тощо.
Більш позитивно про роман відгукнулися літкритики у 1970–1980-х. Так Віталій Дончик дає позитивну характеристику роману й зазначає. що «компактна трилогія» Дімарова відкриває «нові джерела в цій темі, нові можливості соціально-побутового роману», якому притаманні такі домінанти, як «вільний плин живого життя», «характери, що діють за своєю індивідуальною (…) а не нав'язуваною їм соціальною схемою», «єдність соціального і психологічного, історичного і побутового, органічна розповідна інтонація…». Схожу до Дончика позитивну оцінку роману дав і Віктор Грабовський, який вихваляє багатоплановість та часопростір твору, які розгортаються у потрійних координатах «Тарасівка, Полтавщина, та Вітчизна від Прикарпаття до Підмосков'я», Теж позитивно відгукнувся про роман Іван Зуб, який похвалив Дімарова за створення епічної сімейної саги, з «детальною та розтягнутою біографією героїв, відступами та ретроспективно-докладними екскурсами в „історію роду“» До схожого висновку прийшла й Кіра Ломазова, яка помітила кількісну і якісну еволюцію зображення героїв у романі, зокрема зазначивши, що у перших розділах твору «І будуть люди» […] письменник змальовує невелику кількість героїв, […] а вже завдяки композиційній гнучкості, мобільності структури останньої книги автор досягає підвищеної місткості оповіді, в ході подій створює опуклі колективні портрети, […] тут не знайти жодного знівельованого обличчя, кожен, навіть епізодичний, герой встигає не проілюструвати, … а саме розкрити — у русі, вчинкові — найістотніше та найпотаємніше у своєму характері".

## Екранізація
У вересні 2020 року на каналі СТБ вийшов 12-епізодний однойменний телесеріал за мотивами роману. Робота над проєктом тривала з 2015 року.